# Église évangélique du Rio de la Plata

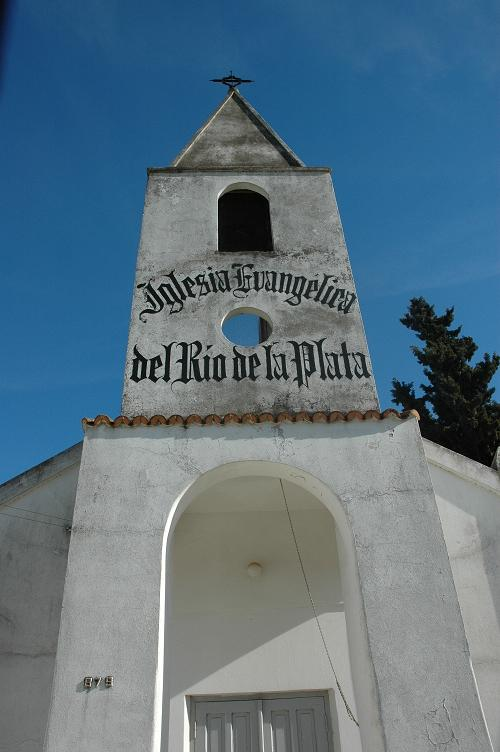
Église du Rio de la Plata à Basavilbaso

L'Iglesia Evangélica del Río de la Plata (IERP : Église évangélique du Rio de la Plata) est une Église protestante présente en Argentine, en Uruguay et au Paraguay, issue de l'émigration de langue allemande. Elle est affiliée à la Fédération luthérienne mondiale, à l'Alliance réformée mondiale, à la Communion d'Églises protestantes en Europe et à l'Alliance des églises presbytériennes et réformées d'Amérique latine. Elle compte environ 25 000 membres et 42 paroisses.

## Historique
L'IERP fut fondée en 1899 comme la continuation du Synode évangélique allemand du Rio de la Plata.
Ce dernier fut créé en 1843 à partir la Congrégation évangélique allemande de Buenos Aires.
En 1934, l'IERP s'affilie à l'Église protestante allemande, et ce jusqu'en 1965.